# Prosigoj
Prosigoj (Servisch: Просигој, Grieks: Προσηγόης, Latijn: Prosegoes) was župan van Servië ongeveer tussen 822 en 836. Hij was de zoon van Radoslav, en de vader van grootžupan Vlastimir, de stichter van de Vlastimirić-dynastie.